# Megaselia scutelliseta
Megaselia scutelliseta är en tvåvingeart som beskrevs av Borgmeier 1935. Megaselia scutelliseta ingår i släktet Megaselia och familjen puckelflugor. Inga underarter finns listade i Catalogue of Life.